# Maurice De Backer
 Maurice De Backer (* 27. Mai 1895 in Brüssel; † 29. August 1942 in der Tötungsanstalt Hartheim) war ein belgischer römisch-katholischer Geistlicher und Märtyrer.

## Leben
Maurice De Backer wurde 1918 zum Priester geweiht. Dann unterrichtete er in Jette und Uccle/Ukkel. Er war Vikar in Brüssel (Kirche Notre-Dame de la Cambre) und in Saint-Josse-ten-Noode/Sint-Joost-ten-Node und schließlich Pfarrer in Sint-Genesius-Rode. Zusammen mit Abel Brohée (1880–1947) war er ein Vorläufer der  Katholischen Aktion.
Unter der nationalsozialistischen Besatzung ging er in den Widerstand. Am 8. August 1941 wurde er von der Gestapo verhaftet, am 16. Oktober nach Aachen und am 25. Oktober in das KZ Sachsenhausen gebracht. Am 3. Februar 1942 wurde er von dort in das KZ Dachau gebracht, wo er am 13. Februar ankam (Häftling Nr. 29.229, Block 28). Am 29. August 1942 starb er in der Tötungsanstalt Hartheim im Alter von 47 Jahren.

## Werke
- La Vie, la vivre, la rayonner. Editions de la Cité Chrétienne, Brüssel  und Beauchesne, Paris 1931, 1933.
- Anicet Cool (Hrsg.): Manuel de l’infirmière catholique d’après les notes laissées par l’abbé Maurice De Backer. Imprimerie St François, Mechelen 1950.
  - (spanisch) Manual de la enfermera católica. Madrid 1964.